# Iglas
Iglas é uma cidade e uma nagar panchayat no distrito de Aligarh, no estado indiano de Uttar Pradesh.

## Geografia
Iglas está localizada a 27° 43′ N, 77° 56′ L. Tem uma altitude média de 178 metros (583 pés).

## Demografia
Segundo o censo de 2001, Iglas tinha uma população de 11,861 habitantes. Os indivíduos do sexo masculino constituem 53% da população e os do sexo feminino 47%. Iglas tem uma taxa de literacia de 65%, superior à média nacional de 59.5%: a literacia no sexo masculino é de 73% e no sexo feminino é de 57%. Em Iglas, 17% da população está abaixo dos 6 anos de idade.